# Süd-Nord-Wassertransferprojekt

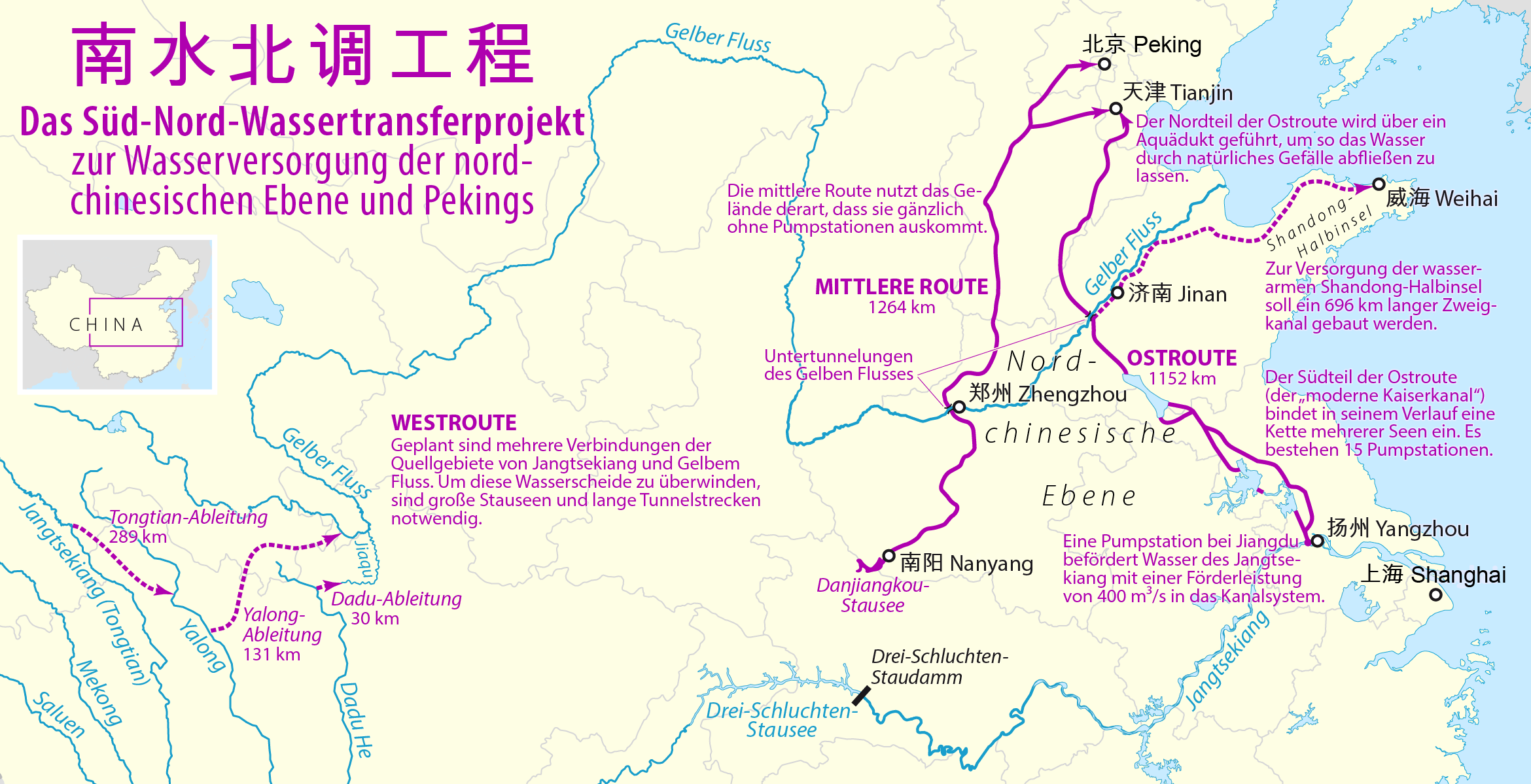
Karte des Projekts

Das Süd-Nord-Wassertransferprojekt (chinesisch 南水北调, Pinyin Nánshuǐ Běidiào oder 南水北调工程 Nánshuǐ Běidiào Gōngchéng; englisch South-North Water Transfer Project) ist ein Mitte der 1990er Jahre in China gestartetes Projekt, bei dem Wasser aus dem Jangtsekiang im Süden über Kanäle von einer Gesamtlänge von ca. 1200 Kilometern in die nordchinesische Ebene, insbesondere zur Versorgung Pekings, das 3,6 Milliarden Kubikmeter Wasser pro Jahr verbraucht, geführt wird. Das Wasser wird dabei über eine westliche, eine mittlere und eine östliche Route geführt. Die östliche und die mittlere Route sind bereits in Betrieb. Es ist das weltweit größte Wassertransferprojekt.
Bis 2050 soll eine Menge von jährlich 44,8 Milliarden Kubikmeter Wasser transferiert werden können, wobei 14,8 Mrd. Kubikmeter auf die östliche, 13 Mrd. Kubikmeter auf die mittlere und 17 Mrd. Kubikmeter auf die westliche Route entfallen werden.
Die Projektkosten werden auf 500 Mrd. Dollar geschätzt.

## Routen

### Östliche Route

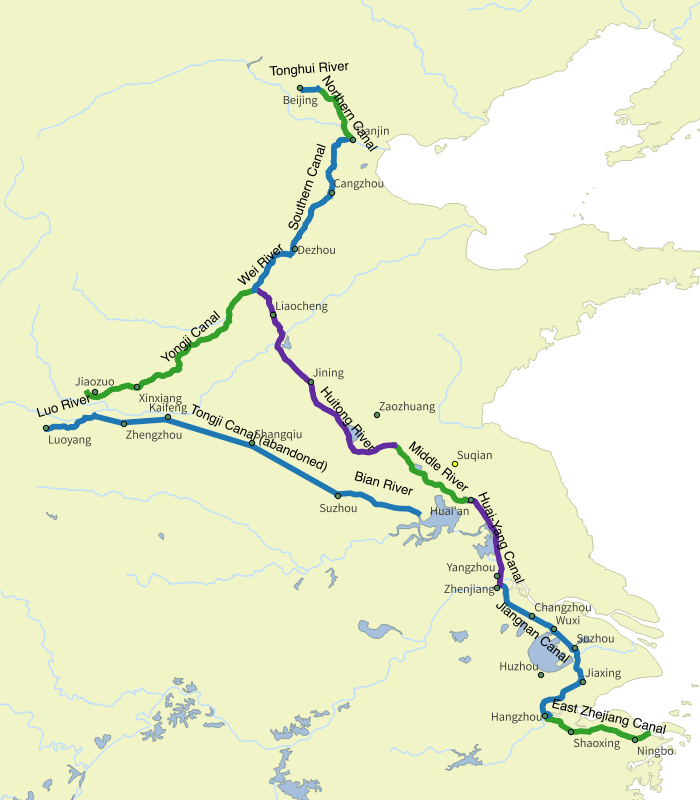
Die Route des Kaiserkanals (östliche Route)

Das Wasser des Jangtsekiang wird bei Jiangdu über eine Pumpstation in den Kaiserkanal geleitet. Diese wurde in den 1980ern gebaut und befördert 400 m³/s. Anschließend wird das Wasser in einem Tunnel unter dem Huang He nach Tianjin befördert.
Der Bau der östlichen Route wurde 2002 begonnen, 2014 erreichte das erste Wasser Tianjin.

### Mittlere Route
Die mittlere Route versorgt Peking mit Wasser aus der 1400 km entfernten Danjiangkou-Talsperre. Sie wurde 2014 nach zwölfjähriger Bauzeit fertiggestellt. Die Baukosten betragen 66 Milliarden Euro.
Über die mittlere Route können momentan bis zu 9,5 Milliarden m3 Wasser pro Jahr geleitet werden.

## Kritik
Gegner des Projekts kritisieren, dass das Projekt zu einer Ressourcenverschwendung führe und große Mengen des Wassers verdunsten würden. Die hohen Baukosten, befürchten Kritiker, werden zu enorm hohen Wasserpreisen führen. 
Darüber hinaus wurden für den Bau des sogenannten Süd-Nord-Kanals 330.000 Menschen umgesiedelt.

## Filme
- Aerial Photography SKY EYE: China Century Project South-North Water Transfer Project, HD 2.400 km. Video ohne Worte, 5.35 Minuten. Abgerufen am 13. März 2019